# Кракатит
«Кракатит» (чеш. Krakatit) — утопический научно-фантастический роман чешского писателя Карела Чапека 1924 года. Был написан во время его пребывания в городе Йиндржихув-Градец .
Роман вышел отдельным изданием в 1924 году в пражском издательстве «O.Storch-Marien» .

## Сюжет
Инженер-химик Прокоп изобретает вещество с высокой взрывной способностью, которое он называет «Кракатит» в честь индонезийского вулкана Кракатау. После того, как щепотки порошка на столе в лаборатории Прокопа взрываются без причины, он, травмированный, бродит по улицам Праги, где встречает своего университетского коллегу Иржи Томеша, который отвозит Прокопа к себе домой и приводит его в чувство. Во время лихорадки Прокоп раскрывает формулу «Кракатита». Сразу после этого Томеш, взяв с собой револьвер, уходит из дома. Прокопа будит звонком в дверь неизвестная ему девушка в вуали, которая пришла с пакетом для Томеша. Прокоп обещает передать пакет и для этого едет поездом в Тынице, где живет отец Томеша, врач. Там химик поправляет свое здоровье и знакомится с Анчи, дочерью врача Томеша и сестрой Иржи, в которую влюбляется. Однажды он находит объявление в газете, в котором отправитель просит «инженера П» сообщить свой адрес. Прокоп сразу вспоминает о «Кракатите», о котором забыл за время болезни.
Отправителем объявления оказывается Карсон, директор фабрики «Балттин», на которой изготавливают взрывчатые вещества. Прокоп выезжает туда (прежде всего в поисках Томеша, который находится в контакте с Карсоном) и получает в свое распоряжение сверхсовременную лабораторию со всеми условиями для работы, но со строжайшим запрещением покидать территорию фабрики. Он также знакомится с княжной Вилле (Вильгельминой Аделаидой Мод) Хаген-Балттин, проживающей в отцовском замке близ завода. Они понемногу сближаются (Карсон даже предлагает Прокопу руку и сердце княжны и баронский титул в обмен на рецепт «Кракатита»). Прокоп все время пытается отыскать Томеша или ту девушку в вуали. Позже княжна помогает ему бежать в Италию, где он присоединяется к кругу анархиста Дэмона, который предлагает Прокопу господство над миром посредством радиостанции, сигналы которой вызывают взрывы «Кракатита». Прокоп не знает, что делать с той силой, которую он создал. В кругу анархистов Прокоп знакомится с таинственной «девушкой с растрепанными волосами», напоминающей ему ту самую незнакомку в вуали. Между тем Томеш (на заводе в вымышленном городе Гроттупе) расширил производство «Кракатита», но его останавливают предостережения Прокопа. Однако, с помощью радиоволн Дэмона, его завод по производству взрывчатого вещества взлетает на воздух.
В конце романа Прокоп знакомится с загадочным стариком, который помогает ему забыть его разрушительное изобретение, устраивает сеанс гадания (три раза показывает ему «любовь его жизни» — фотографии Анчи, княжны Вилле и таинственной девушки-анархистки) и поощряет химика заняться небольшими, но практичными и полезными для человечества изобретениями (хотя бы разработкой дешевого горючего).
Образы романа Чапека во многом символичны. Названия вымышленных городов (Балттин, Гроттуп) напоминают о Германии 1920-х годов; имена некоторых героев также весьма красноречивы (Вилле — нем. Wille — воля; Дэмон — демон). Одно из взрывчатых веществ, изобретенных Прокопом, получает название «вицит» (от лат. vicium — порок). Фантастичность сюжета усиливается тем, что Прокоп создает свой «Кракатит» на основе соединения аргона (как известно, аргон — инертный газ).

## Экранизации
В 1948 году по роману был снят одноименный фильм (режиссера Отакара Вавра). В 1980 году Вавра создал ремейк своего фильма и выпустил его под названием «Темное солнце» (чеш. Temné slunce).